# 納爾遜峰
83°40′S 55°3′W / 83.667°S 55.050°W
納爾遜峰（英語：Nelson Peak）是南極洲的山峰，位於伊莉莎白女王地，屬於彭薩科拉山脈中尼普頓山脈的一部分，海拔高度1,605米，由美國研究隊繪入地圖，現時由南極條約體系管理。